# Phyllomorpha lacerata
Phyllomorpha lacerata — вид полужесткокрылых из семейства краевиков (Coreidae), один из двух представителей рода Phyllomorpha.

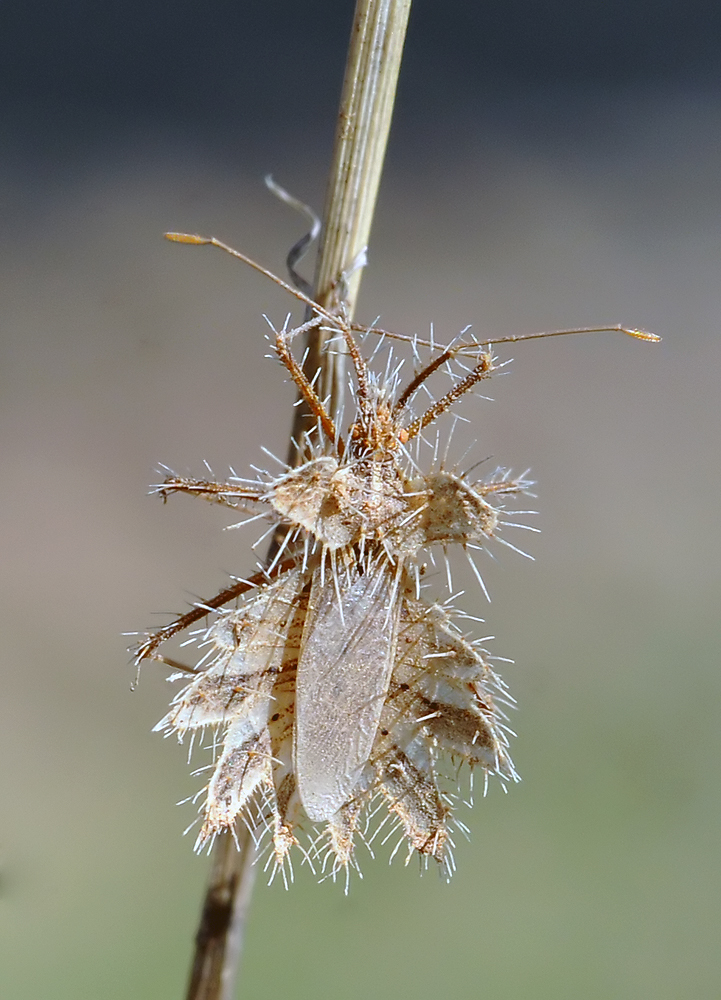
Phyllomorpha lacerata

## Распространение
Вид распространен в Южной Европе (Албания, Греция, Италия, Югославия) и Северной Африке (Алжир), на Ближнем Востоке (Азиатский регион).
Также присутствует на таких территориях, как: Турция, Ирак, Израиль, Иордания, Ливан, Сирия, Закавказье (Азербайджан, Армения), Средняя Азия (Казахстан, Кыргызстан, Таджикистан, Туркменистан, Узбекистан), Иран, Афганистан и Пакистан. О нахождении вида в бывшей Югославии не опубликовано достоверных данных.